# Doi băieți ca pîinea caldă
Doi băieți ca pîinea caldă este un film românesc din 1965 regizat de Andrei Călărașu. Rolurile principale au fost interpretate de actorii Grigore Vasiliu-Birlic, Alexandru Giugaru și Nineta Gusti.

## Rezumat
Doi prieteni, Alecu și Jenică, participă la București la un concurs al brutarilor și sunt popularizați într-o revistă. Spre deosebire de Alecu, Jenică se rușinează de meseria lui, atribuindu-și, mai ales față de fete, alte meserii pe care le consideră onorabile. La un moment dat se dă drept medic și are de suferit de pe urma încurcăturilor pe care minciuna lui le provoacă.

## Distribuție
Distribuția filmului este alcătuită din:
- Grigore Vasiliu-Birlic — Grigore Bârlea, directorul Organizației Comerciale Locale - OCL (menționat Gr. Vasiliu-Birlic)
- Alexandru Giugaru — meșterul brutar Tănase
- Nineta Gusti — soția directorului Bârlea, mama Marei
- Zighi Goldenberg — brutarul Jenică, care se simte jenat de meseria sa (menționat Alexandru Munte)
- Aurel Giurumia — brutarul Alecu
- Flavia Buref — doctorița care o consultă pe dna Bârlea
- Adina Athanasiu — Mara, fata directorului Bârlea, studentă la Institutul de Panificație
- Ina Otilia Ghiulea (menționată Ina Otilia)
- Haralambie Polizu — călătorul pasionat de pescuit (menționat H. Polizu)
- Iulian Necșulescu
- Alexandru Giovani (menționat Al. Giovani)
- Marius Pepino — profesorul de matematică de la cursurile serale
- Octavian Teucă
- Costel Rădulescu
- Cornel Elefterescu
- Virgil Ogășanu — vânzătorul de pâine care doarme la cursurile serale
- Ion Damian
- Melania Cîrje — asistenta regizorului
- Haralambie Boroș — regizorul filmului (menționat H. Boroș)
- Geo Dumitriu
- Mircea Gogan (menționat M. Gogan)
- Nicu Simion
- Margareta Pîslaru — cântăreața de muzică ușoară
- Traian Popescu — cântărețul de operă

## Primire
Filmul a fost vizionat de 782.654 de spectatori în cinematografele din România, după cum atestă o situație a numărului de spectatori înregistrat de filmele românești de la data premierei și până la data de 31 decembrie 2014 alcătuită de Centrul Național al Cinematografiei.